# Airs de Ballets
Airs de Ballets est un recueil de pièces pour piano écrites par le compositeur Martial Caillebotte, entre 1874 et 1878 et publié en 1887 par l'éditeur Hartmann.
Ce recueil comprend cinq petites pièces pour piano de caractère léger. Il convient de préciser que, dans ce recueil, il s’agit véritablement de pièces spécifiquement écrites pour le piano, et non de réductions d’airs de ballet extraits d’un opéra.
À propos du titre Airs de Ballets, qui n’est pas tout à fait en rapport avec le style et le caractère des morceaux, l’hypothèse est que l’éditeur l’a choisi pour des raisons commerciales afin d’intéresser un public potentiel.
Dans le contexte de l’époque, l’expression « airs de ballets » pouvait avoir une connotation assez juste, avec « airs à succès ». Mais ne pourrait-on pas plutôt entrevoir, à travers cette ultime publication d’œuvrettes de jeunesse, une sorte d’adieu symbolique à la musique de la part du compositeur Martial Caillebotte, qui ne devra plus jamais y revenir en tant que créateur.